# Сиротюк Світлана Трохимівна
Світлана Трохимівна Сиротюк (нар. 27 грудня 1941) — радянська і українська театральна актриса, Народна артистка України.

## Біографія
Народилася 27 грудня 1941 року в селі Чкалове Пологівського району Запорізької області..
Творчу діяльність розпочала актрисою Донецького обласного російського драматичного театру (місто Маріуполь) в 1960 році. З 1963 року працює актрисою Луганського обласного російського драматичного театру. Тут зіграла понад 150 ролей.
Закінчила Київський театральний інститут ім. І. Карпенка-Карого в 1967 році. Світлана Сиротюк є доцентом кафедри театрального мистецтва Луганської державної академії культури і мистецтв, а також головою первинної організації Національної Спілки театральних діячів України.
Чоловік — актор Дмитро Вітченко (народився 1937), син — актор Сергій Вітченко (1968—2015) .

## Заслуги
- Заслужена артистка України (1997)[3].
- Народна артистка України (2010, за вагомий особистий внесок у розвиток української культури і мистецтва, значні творчі здобутки та високий професіоналізм)[3] .
- Лауреат премії ім. «Молодої гвардії» (1974, за роль Любові Шевцової)[3] .